# Nicolò Deligia
Nicolò Deligia (Tadasuni, 17 aprile 1940) è un ex pentatleta italiano.

## Biografia
Nato nel 1940 a Tadasuni, in provincia di Oristano, a 28 anni ha partecipato ai Giochi olimpici di Città del Messico 1968, arrivando 43º nell'individuale con 3657 punti, dei quali 460 nell'equitazione, 678 nella scherma, 780 nel tiro a segno, 889 nel nuoto e 850 nella corsa, e 9º nella gara a squadre con Mario Medda e Giancarlo Morresi con 12601 punti.
4 anni dopo ha preso parte di nuovo alle Olimpiadi, quelle di Monaco di Baviera 1972, terminando 39º nell'individuale con 4487 punti, dei quali 1055 nell'equitazione, 715 nella scherma, 736 nel tiro a segno, 912 nel nuoto e 1069 nella corsa, e 10º nella gara a squadre insieme a Mario Medda e Giovanni Perugini con 13913 punti.